# Cerodontha pilosa
Cerodontha pilosa är en tvåvingeart som beskrevs av Stéphanie Boucher 2008. Cerodontha pilosa ingår i släktet Cerodontha och familjen minerarflugor. Inga underarter finns listade i Catalogue of Life.